# سنت انسگار (آیووا)
سنت انسگار (به انگلیسی: St. Ansgar) شهری در ایالت آیووا کشور ایالات متحده آمریکا است که جمعیت آن در سرشماری سال ۲۰۱۰ میلادی، ۱٬۱۰۷ نفر بوده‌است.